# Kremlin Cup 2002
La Kremlin Cup 2002 è stato un torneo di tennis giocato sul cemento indoor. È stata la 13ª edizione del torneo maschile che fa parte della categoria International Series nell'ambito dell'ATP Tour 2002 e la 7ª del torneo femminile che fa parte della categoria Tier I nell'ambito del WTA Tour 2002. Il torneo si è giocato allo Stadio Olimpico di Mosca in Russia, dal 30 settembre al 6 ottobre 2002.

## Campioni

### Singolare maschile
Paul-Henri Mathieu ha battuto in finale  Sjeng Schalken con il punteggio di 4–6, 6–2, 6–0

### Singolare femminile
Magdalena Maleeva ha battuto in finale  Lindsay Davenport con il punteggio di 5–7, 6–3, 7–6(4)

### Doppio maschile
Roger Federer /  Maks Mirny hanno battuto in finale  Joshua Eagle /  Sandon Stolle con il punteggio di 6–4, 7–6(0)

### Doppio femminile
Elena Dement'eva /  Janette Husárová hanno battuto in finale  Jelena Dokić /  Nadia Petrova con il punteggio di 2–6, 6–3, 7–6(3)